# 哈拉帕 (危地馬拉)
哈拉帕是危地馬拉的城市，也是哈拉帕省的首府，位於該國東南部，距離首都危地馬拉市174公里，始建於1825年，面積544平方公里，海拔高度1,362米，主要經濟活動是農業和畜牧業，2002年人口122,483。
14°38′N 89°59′W / 14.633°N 89.983°W